# L'Emperador (novel·la 1997)
L'Emperador és una novel·la de l'escriptor i dramaturg català Jordi Coca i Villalonga, publicada l'any 1997.

## Argument
L'Emperador té lloc a la Xina del segle xvii i narra la vida de Suen, un jove orfe i humil, que seguint els relats orals del vell Sato decideix emprendre un llarg viatge a la recerca de l'emperador.
| «                                | Jo, que sóc conegut amb el nom de Suen, vaig iniciar aquest viatge per tal de veure el nostre Emperador. Aquell matí em vaig llevar quan encara era fosc i, després d'endreçar la cabana en silenci i de preparar-me el te dels dies especials, em vaig asseure a la porta de casa per meditar i estar amb els meus avantpassats. | » |
| — Jordi Coca, L'Emperador (1997) | |   |

## Anàlisi de l'obra
El desenvolupament de l'obra serveix per reflexionar sobre els temes universals presents a l'obra de Coca, com el viatge vital, la recerca de l'utopia i l'ambició del poder i la corrupció com a rerafons. No es tracta d'una novel·la històrica sino una faula sobre la formació de l'individu, una crònica sobre l'aprenentatge i la cerca d'ideals, una mostra com una persona senzilla va madurant. El viatge de Suen és iniciàtic, i amb la tècnica narrativa de l'autor, més que entrar en el temps de la realitat i en la successió de fets, entra en el temps de l'existència i en la successió d'esperes, de desconcerts i de repeticions: Suen descobreix la seriositat de l'existir i que la importància del viatge és el propi viatge.

## Recepció de l'obra
La Institució de les Lletres Catalanes la va reconèixer com la millor novel·la publicada entre el 1996 i el 1998.

## Edicions
La publicació inicial el 1997 va anar a càrrec de Destino que en poc més de tres mesos en va vendre uns sis mil exemplars, en tres edicions. La compra de Destino per part de Planeta va fer que quedés relegada. El 2000 Proa la va incloure en una col·lecció que estaven iniciant de biblioteques d'autors i va ser el segon i últim títol de la Biblioteca de Jordi Coca. El 2017, en el vintè aniversari de la seva primera edició, Comanegra va reeditar L'Emperador, amb pròleg del filòleg italià Francesco Ardolino.